# كأس ألبانيا 2007–08
كأس ألبانيا 2007–08 (بالألبانية: Kupa e Shqipërisë 2007-08‏) هو الموسم 56 من كأس ألبانيا. أقيم خلال الفترة أغسطس 2007 وحتى 7 مايو 2008، وأشرف على تنظيمه اتحاد ألبانيا لكرة القدم، وفاز فيه نادي فلازنيا شكودر.